# Diadectomorpha
Ordre
Familles de rang inférieur
- † Diadectidae
- † Limnoscelidae
- † Tseajaiidae

Les diadectomorphes (Diadectomorpha) forment un grand ordre éteint de tétrapodes proche des amniotes qui habitaient la Laurussia.
Ils vécurent au Pennsylvanien et au Permien inférieur. Comme le genre Seymouria, ils avaient des voûtes neurales enflées. Pendant longtemps, les diadectomorphes ont eux aussi été soupçonnés être des amniotes, mais toutes ces conclusions ont été rejetées. Néanmoins, il y a de forts éléments pour penser que ce sont les plus proches parents connus des amniotes (ou leur taxon frère).

## Liste des familles
- † Diadectidae
- † Limnoscelidae
- † Tseajaiidae

### Sources
1. « Des Tétrapodes aux Condors »